# 원앤비
원앤비는 대한민국의 전 걸그룹이다. 2017년 싱글 앨범 [스토커]로 데뷔했다.

## 음반
- 스토커 (2017)
- 우울한가 봄 (2017)
- 쉽지않아 (2017)
- 다시, 겨울 (2017)
- 달이 예뻐서 (2018)
- 봄이 오면 뭐해 (2018)

## 공연
- 팬덤스쿨 2017 코리아 뮤직 페스티벌 (2017)